# Ivo Barbini
Ivo Barbini (Arezzo, 11 febbraio 1923 – Arezzo, 16 marzo 2001) è stato un politico e partigiano italiano.

## Biografia
Fu eletto sindaco di Arezzo il 30 giugno 1951 alla guida di una giunta composta da socialisti e comunisti.